# Uliczki, które szukają słońca
Uliczki, które szukają słońca (tytuł oryginalny: Rrugicat që kërkonin diell) – albański film fabularny z roku 1975 w reżyserii Saimira Kumbaro.

## Opis fabuły
Akcja filmu rozgrywa się w czasie II wojny światowej. Nebi Sureli żyje wraz z matką w skrajnej nędzy. Zarabia na życie dostarczaniem węgla do domów. Spotyka grupę młodych ludzi (Halima, Gaqo, Mihala i Semiego), którzy uświadamiają mu, że powinien przyłączyć się do ruchu oporu. Pierwszą akcją, w której bierze udział Nebi jest zdobycie powielacza.
Film realizowano w Korczy i w Tiranie.

## Obsada
- Mevlan Shanaj jako Nebi Sureli
- Rikard Ljarja jako Gaqo
- Pandi Raidhi jako kelner
- Yllka Mujo jako Semi
- Ndrek Luca jako Gani Herri
- Demir Hyskja jako Halim
- Lec Shllaku jako Mihal
- Dhimitër Orgocka jako Antonio
- Sheri Mita jako delegat partii
- Ferdinand Radi jako Kola
- Fitim Makashi jako Xani
- Lutfi Hoxha jako żołnierz w oddziale partyzanckim
- Vangjel Grabocka jako kupiec Gazmend
- Liza Vorfi jako matka Nebi
- Stavri Shkurti jako Furxhi
- Zhani Ziçishti jako Istref
- Pellumb Dervishi jako drukarz
- Besnik Kasa jako mężczyzna grający na gitarze
- Lec Bushati jako kwestor
- Dhimiter Trajce jako Gazmend
- Piro Malaveci
- Zagorka Shuke
- Vani Trako